# Oud-Chinees leger

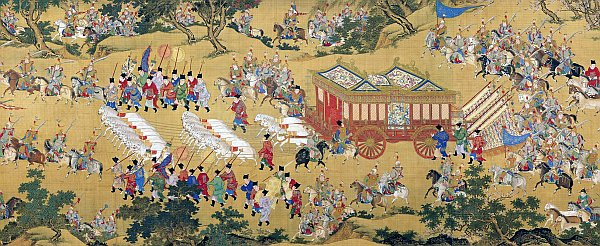
Keizer Xuande (1425-1435) en zijn entourage onderweg naar de tomben van de Mingkeizers ten noorden van Beijing. Het grote aantal ruiters doet vermoeden dat het om een langere reis door het platteland ging.

Het oud-Chinese leger ontwikkelde zich van 1500 v.Chr. tot 220 n.Chr. toen de Handynastie ten val kwam. China kent de langste periode van continue ontwikkeling van militaire cultuur van enige beschaving in de wereldgeschiedenis. De militaire geschiedenis van China wordt conventioneel ingedeeld in Chinese oudheid (ca. 1500-221 v.Chr.), Chinees keizerrijk (221 v.Chr.-1912) en modern China (1912-heden) (wij nemen de eerste periode van het Chinese keizerrijk nog op in dit artikel om de evolutie duidelijk aan te tonen). Gedurende de eerste twee periode werd het Chinese leger gevormd door de militaire bedreiging van de nomaden uit Mongolië, Mantsjoerije en Centraal-Azië, alsook door het legalisme en later, door de volharding van de Confuciaanse waarden.

## Oorlogvoering in het oude China
De eerste belangrijke historische militaire gebeurtenis in de geschiedenis van China was de slag bij Zhuolu, waar de Gele Keizer Chiyou versloeg en Huaxia stichtte in de Huanghe-vallei.
Het oude China was tijdens de Shang-dynastie een Bronstijd-maatschappij gebaseerde op legers van strijdwagens. Archeologische studies van de Shang-sites te Anyang hebben verscheidene voorbeelden van strijdwagens en bronzen wapens aan het licht gebracht. De omverwerping van de Shang door de Zhou-dynastie luidde de creatie van een feodaal sociaal bestel in en zou militair steunen op een klasse van aristocratische strijdwagenstrijders.
De meeste legers van die tijd werden in drie divisies georganiseerd, maar dit kon soms variëren. De meeste infanterie werd met dolk-bijl en speer bewapend. Rond de 4de eeuw v.Chr. werd de kruisboog geïntroduceerd, wat tot een afname in strijdwagens leidde.
In de periode van Lente en Herfst nam de oorlogvoering exponentieel toe. De  Zuo Zhuan beschrijft de oorlogen en veldslagen tussen de feodale heren tijdens deze periode. De oorlogvoering werd verder gestileerd en geceremonialiseerd, zelfs toen het gewelddadiger en beslissender werd. Het begrip van militaire hegemoon (?) en van zijn "weg van macht" (??) ging domineren in de Chinese maatschappij.
De oorlogvoering werd intenser, meedogenloos en belangrijker tijdens de periode van de Strijdende Staten, in welke een geweldige sociale en politieke verandering gepaard ging met het einde van het systeem van oorlogvoering met strijdwagens en het gebruiken van grote infanterielegers. Cavalerie werd ook geïntroduceerd aan de noordelijke grens, ondanks de culturele uitdaging die het voor de robe-dragende Chinezen vormde. De kunst van de belegering werd meer en meer verfijnd en kruisbogen werden later in deze periode steeds meer gebruikt. De militaire strategie legde de klemtoon op misleiding, inlichtingsdiensten en strategieën zoals ze waren uiteengezet Sunzi's militaire verhandeling De kunst van het oorlogvoeren.

## Legalisme en Confucianisme
Legalistische denkers - van Shang Yang (persoon) tot Li Si, beide eerste ministers van Qin, meenden dat de maatschappij sociaal zou moeten worden beheerd en bureaucratisch georganiseerd. Hoewel het legalisme als politieke theorie in twijfel werd getrokken toen deQin-dynastie ten val kwam, liet het de structuur van een autocratisch, gecentraliseerd rijk na dat de voornaamste instelling bleef in de Chinese militaire geschiedenis. Beambten van de opeenvolgende dynastieën hadden dus de middelen om belastinginkomsten te verhogen en om de bevolking voor oorlog te mobiliseren tot op een hoogte die ongewoon was voor een pre-industriële maatschappij.
Vanaf de Han-dynastie wonnen de Confuciaanse waarden de onbetwiste dominantie in de Chinese maatschappij. Officiële geschiedenissen, inclusief de militaire geschiedenis, zij op een overweldigende manier opgesteld van een Confuciaans te noemen standpunt (zie Vierentwintig Geschiedenissen). Het ideaal was de vorst die het Mandaat van Hemel had ontvangen wegens zijn deugd en die regeerde door ritueel en moreel een voorbeeld te vormen. Keizers die strijdlustig waren, kenden gewoonlijk verzet van hun beambten en werden veroordeeld door de geschiedenis (voorbeelden zijn Qin Shi Huang, Yongle), terwijl keizers die een definitieve overstap van oorlog naar vrede en van militaire naar civiele  waarden maakten (zoals Gao van Han) daarentegen werden geloofd.

## De noordelijke grens
De barbaren aan de noordelijke grens, gewoonlijk Hu genoemd, waren onder andere de nomadische Xiongnu, Turken, Khitan en Mongolen. Andere volkeren waren de Xianbei, Jurchen en Manchu, die het nomadenleven met landbouw combineerden. Elk van deze niet-Chinese volkeren waren ontzagwekkend omdat hun mannelijke bevolking van militaire leeftijd allen strijders waren die in het zadel geboren waren en getraind in het boogschieten vanaf een paard dat de dominante vechtstijl was in Centraal-Azië. Tot de moderne tijd waren de niet-Chinezen aan de noordelijke grens de enige ernstige bedreiging voor China.

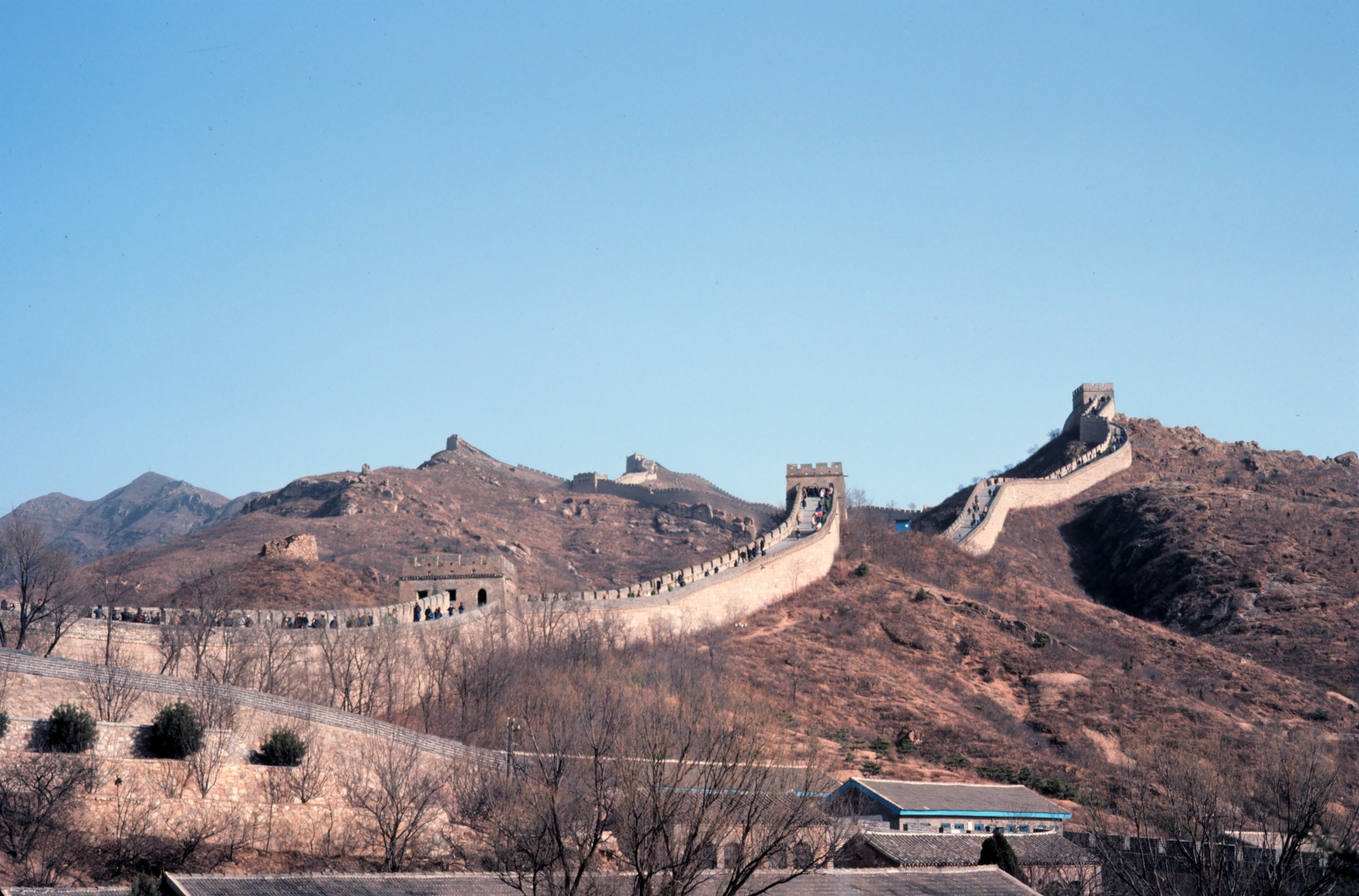
Chinese Muur

Chinese antwoorden op hun periodieke invasies was meerzijdig. Een van de duidelijkste was de bouw van omvangrijke fortificaties zoals de Grote Muur. Andere strategieën omvatten de aanwerving van etnische Chinese cavalerie, de aanwerving van niet-Chinees cavaleriestrijdmachten ("gebruik barbaren om tegen barbaren te vechten") en het gebruik van diplomatie en handel om de vijandige houding van de "barbaren" te neutraliseren.

## Wapens en militaire technologie
China is een vergevorderd land geweest op het gebied van militaire technologie, hoewel de militaire capaciteit van China reeds afnam lang voor de Industriële revolutie. In de dienstplichtige Qin- en Hanlegers werd de infanterie met speren, bogen en in het bijzonder kruisbogen bewapend dat een wapen was in wiens technologie de Chinees superieur bleef. hoewel er al infanterie was met schilden, zwaarden en speren, is er geen spoor terug te vinden van een "falanx" of "legioen"-opstelling voor deze infanterie. Men verkoos voor een op vuurkracht gebaseerde oorlogvoering met projectielwapens zoals de samengestelde boog en kruisboog in vuur-richt-laad-rijen van boogschutters.

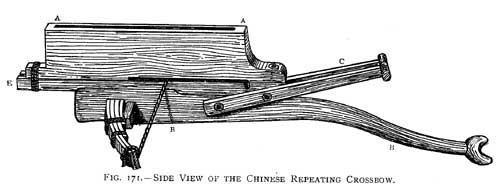
Een zhugenu, de Chinese kruisboog.

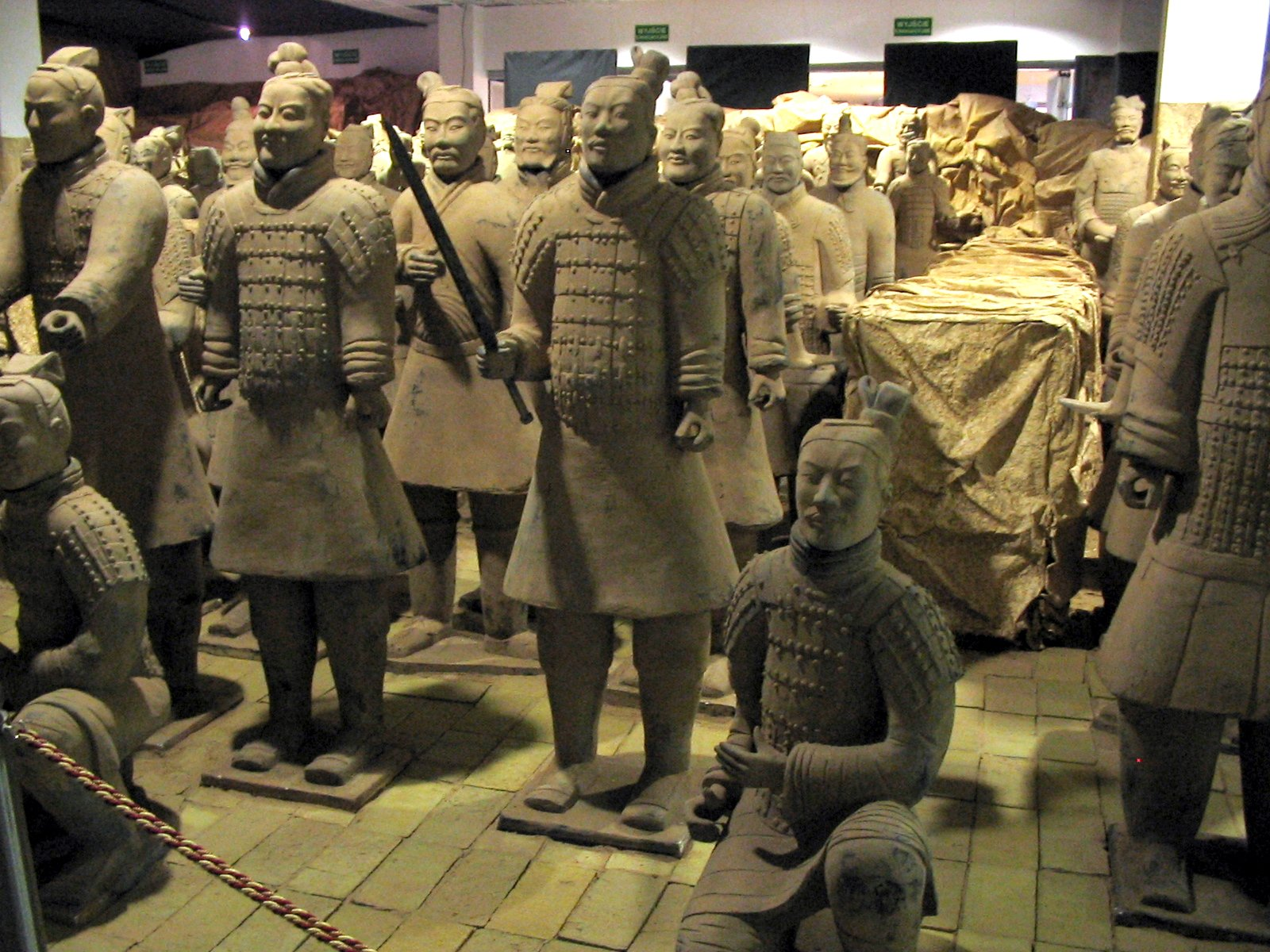
Een terracotta soldaat en zijn paard van het terracottaleger van de Keizer van de Qin, Qin Shi Huang

De Chinezen ontwikkelden al heel vroeg ook katapulten en belegeringskruisbogen. De vroegst gedocumenteerde gebruiken van oude belegeringsartillerie in China zijn de met een hefboom bediende katapult, een 8 voet hoge belegeringskruisboog van de Mozi (Mo Jing) en een Mohistische tekst geschreven rond de 4e - 3e eeuw v.Chr. door volgelingen van Mozi die de Mohistische school van gedachte oprichtte tijdens de periode van Lente en Herfst en de vroege periode van de Strijdende Staten. Veel van wat wij nu weten over de belegeringstechnieken van die tijd kwam tot ons uit de boeken 14 en 15 (hoofdstukken 52 tot 71) over belegeringsoorlogvoering van de Mo Jing. Doordat het geschreven en bewaard is gebleven op bamboestroken is veel van de tekst nu enorm gecorrumpeerd. Ondanks de grote fragmentatie zorgde de Mohistische ijver en aandacht voor details die de Mo Jing onderscheidde van andere werken ervoor dat zeer beschrijvende details van de werking van mechanische apparaten zoals Wolkenadders, Roterende Arcuballista's, met hefbomen bediende Katapulten, beschrijvingen van belegeringstechnieken en het gebruik van belegeringstuig nog steeds kunnen worden teruggevonden.
De meeste Chinese wapenrusting bestond uit schubben of lamellen, waarbij overlappend leren of metalen platen van afwisselende grootte waren genaaid op een doek. Zo'n pantser is betrekkelijk licht en soepel wat ten koste gaat van de beschermende kracht ervan. Er zijn weinige voorbeelden van het grotere platenpantser, dat men kende in het westen.
De stijgbeugel was rond de 5e eeuw wijdverspreid in China. Het is geassocieerd met de ontwikkeling van gepantserde cavaleristen, die een gepantserd paard bestegen en met een lans waren gewapend. In China verscheen het zware pantser voor het gebruik van de stijgbeugel. Hoewel een ridderachtige cavalerie deel uitmaakte van de regerende klasse in Noord-China tijdens de periode van de Noordelijke en Zuidelijke dynastieën, heeft het zich in China niet ontwikkeld tot feodalisme zoals in het Westen gebeurde. De late periode van de Noordelijke en Zuidelijke Dynastieën werd gemarkeerd door de terugkeer van mobieler lichte cavalerie.
Een van de belangrijkste Chinese bijdragen tot de militaire geschiedenis is de formule voor buskruit, dat reeds bekend was onder de Song-dynastie. Vuurwapens vulden de defensieve kracht van de Grote Muur aan en artilleristen werden vaak ingezet tijdens de Ming-dynastie. Historici menen echter geen "buskruitrevolutie" te zien in de Chinese militaire geschiedenis. In China bleven vuurwapens slechts projectielswapens en er werd geen inspanning gedaan om de productie ervan te standaardiseren, het aantal kalibers te verminderen of nieuwe tactieken en een organisatie te creëren om het potentieel van een nieuw wapensysteem te exploiteren. De concurrentie tussen de Europese machten bestond veel meer uit schoktactieken, waarbij aan snelheid werd ingeboet ten voordele van toegenomen bescherming. China's lichtere, mobieler vijanden stelden haar voor verschillende uitdagingen: haar vijanden waren veel sneller en lichter, waardoor langzaam, onnauwkeurige buskruitwapens ongeschikt zouden zijn geweest om deze bedreiging af te weren. Daartegenover stonden de superieure doordringende kracht van buskruitwapens die door elke beschermende wapenrusting van de toenmalige legers kon doordringen, hoewel dit voordeel op de militaire vijanden van China reeds met Chinese kruisbogen werd bereikt. De Chinese regering onderdrukte dus systematisch de ontwikkeling van vroeg-moderne wapensystemen.

## Militaire instellingen in het Chinese keizerrijk

### Qin- en Han-dynastie

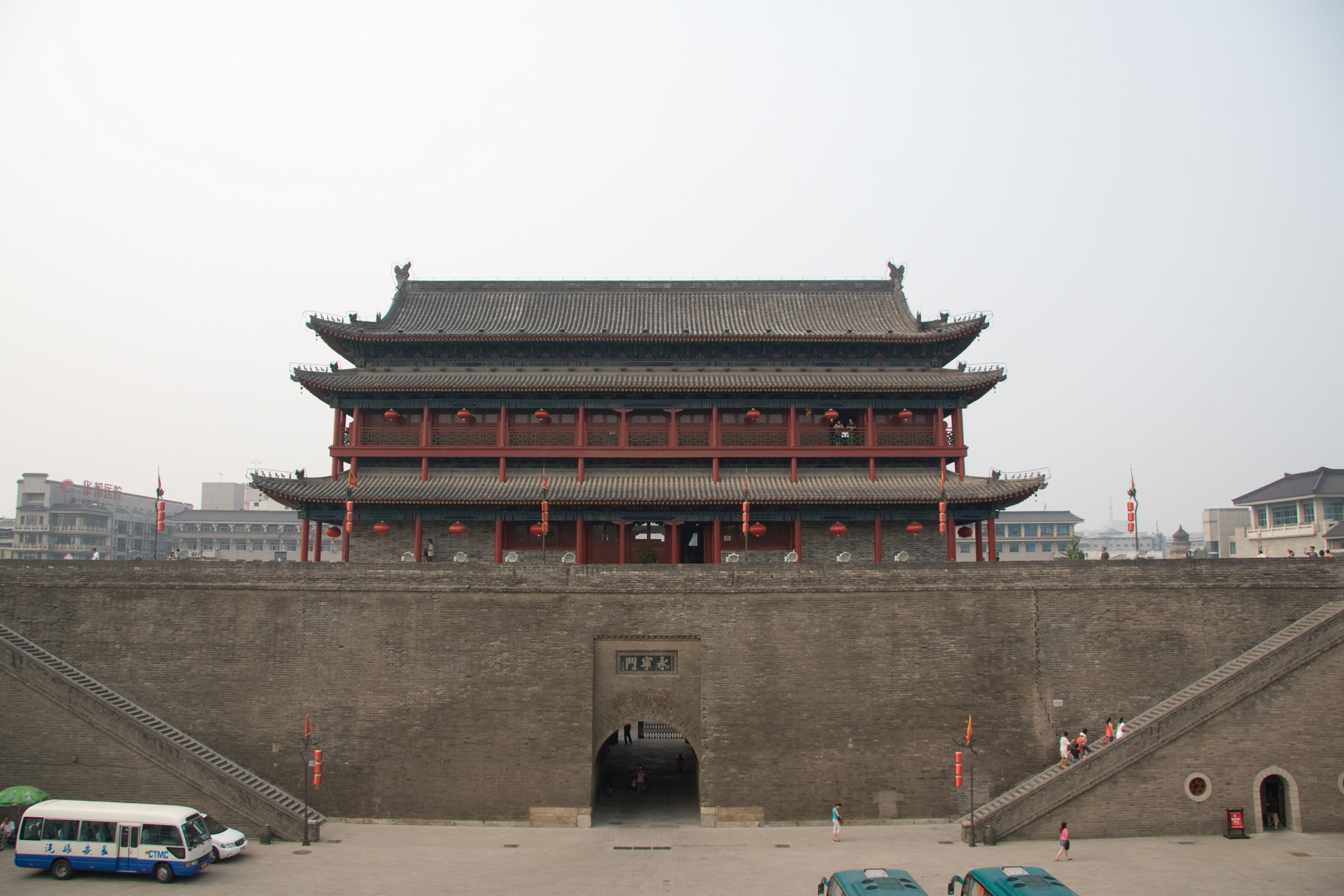
Schutterstoren boven de stadsmuur van Xi'an.

Zowel het Qin- als het Westelijke Han-rijk gebruikten een militair systeem gebaseerd op universele dienstplicht en corvee-arbeid. Mannen werden voor twee jaren opgeroepen, dienstdoend als infanterie, cavalerie of zeelieden afhankelijk van hun achtergrond. De meeste dienstplichtigen schijnen hun tijd binnen hun eigen provincie of commanderij dienstdeden, wiens bestuurder of administrateur ook hun commandant was bij een invasie. Er was ook een kleine elite van professionele soldaten in de hoofdstad of aan de noordelijke grens gestationeerd. De grootste bedreiging voor de Han was afkomstig van de noordelijke nomadische stammen die dikwijls het zuiden overvielen om het te plunderen en te beroven. Het Hanleger ondernam vele militaire expedities tot ver in de steppe en naar de verre westelijke gebieden (Centraal-Azië) om het te onderwerpen en een einde trachten te brengen aan de bedreiging met wisselende succes. Het Hanleger nam twee verschillende systemen over. Tijdens het bewind van Han Wudi, nam de Han het nomadische cavaleriesysteem over en richtte hiervoor een apart cavaleriekorps op om hun tegenstanders als gewapende ruiters te treffen in het veld. De Han ontwikkelde ook de vierkante infanterie die aangevuld werden met mobiele belegeringskruisbogen. Dit stond het Han-leger toe met haar infanterie diep door te dringen in vijandelijk gebied. Deze combinatie van zowel cavalerie als infanterie vestigden al spoedig een veilige lijn van forten langs wat nu de zijderoute wordt genoemd en stabiliseerde de grens voor zowel handel als ter bescherming van het binnenland tegen verdere nomadische invallen.
Han Guangwudi, stichter van de Oostelijke Han, beëindigde de militaire last door het elimineren van de jaarlijkse zomermobilisatie van reservisten. De militaire macht berustte hoofdzakelijk op de militaire instellingen in de hoofdstad Luoyang, zoals het Noordelijke leger. Ondanks staatsgrepen en conflicten in de hoofdstad prevaleerde een relatieve vrede in de provincies, samen met de toegenomen concentratie van landeigendom. Toen de dynastie met de opstand van de Gele Tulbanden werd geconfronteerd, zou de snelste manier om grote legers te mobiliseren het rekruteren onder de afhankelijke cliënten van de reeds machtige notabelen. De ineenstorting van het krijgsheerschap volgde al snel hierop.